# Синхронізм
Синхронізм — напрям мистецтва, заснований у 1912 році американськими художниками Стентоном Макдональдом-Райтом (1890–1973) і Морґаном Расселом (1886–1953). Їхні абстрактні «синхронії», засновані на підході до живопису, який порівнював колір з музикою, були одними з перших абстрактних картин в американському мистецтві. Хоча він був недовгим і не привернув багато прихильників, Синхронізм став першим американським авангардним мистецьким рухом, який отримав міжнародну увагу.  Серед труднощів, в описові синхронізму як узгодженого стилю, є пов’язані з тим фактом, що деякі роботи синхроністів є суто абстрактними, тоді як інші включають репрезентативні образи.

## Теорія і стиль
Синхронізм заснований на ідеї, що колір і звук є схожими явищами і що кольори на картині можуть бути оркестровані таким самим гармонійним чином, яким композитор розташовує ноти в симфонії.  Макдональд-Райт і Рассел вважали, що, маючи кольорові гами, їхня візуальна робота може викликати такі ж складні відчуття, як музика. Як сказав Макдональд-Райт, «синхронізм просто означає «з кольором», як симфонія означає «зі звуком».  Феномен «чуття» кольору або з’єднання двох чи більше почуттів — синестезія — також був центральним у творчості Василя Кандинського, який приблизно в той же час створював власні синестетичні картини або «композиції» в Європі.
В основу абстрактних «синхронів» покладені колірні гами, використовуючи ритмічні колірні форми з випередженням і зменшенням відтінків. Зазвичай вони мають центральний вихор і вибухають у складних колірних гармоніях . Синхроністи уникали використання атмосферної перспективи або лінії, покладаючись виключно на колір і форму для вираження форми.  Макдональд-Райт і Рассел були одними з ряду художників-аванґардистів, які діяли в період безпосередньо перед Першою світовою війною, які вважали, що реалізм у образотворчому мистецтві вже давно вичерпався і що, щоб мати значення в сучасному світі,, живопис мав розірвати будь-які зв’язки зі старими уявленнями про перспективу та з літературним чи анекдотичним змістом.
Найперші роботи синхроністів були схожі на картини фовістів. Різнокольорові форми картин синхроністів також трохи нагадували ті, які знайдені в орфізмі Робера та Соні Делоне.  Однак Макдональд-Райт наполягав на тому, що синхронізм — це унікальна форма мистецтва, яка «не має нічого спільного з орфізмом, і будь-хто, хто читав перший каталог синхронізму... зрозуміє, що ми висміювали орфізм». Борги синхроністів перед орфізмом залишаються джерелом дискусій серед істориків мистецтва. Їхній підхід чітко був чимось зобов’язаний кубізму. Синхроністи використовували розбиті площини кубістів, але їхні щедро пофарбовані ділянки фарби іноді виглядали, як описав їх історик мистецтва Абрагам Девідсон, як «вихори туману, краплі якого збираються, утворюючи частини тулуба, що напружується... Щоб знайти щось подібне в американському живописі, треба дочекатися кольорово-польових полотен Джулса Оліцького (нар. Евель Деміковський в Сновськові, нині Чернігівській области) 1960-х років»  .

## Історія
Синхронізм був розроблений Стентоном Макдональдом-Райтом і Морґаном Расселом, коли вони навчалися в Парижі на початку 1910-х років.  У 1907 році Стентон Макдональд-Райт вивчав ідеї вчених-оптиків, таких як Мішель-Ежен Шеврель, Герман фон Гельмгольц і Оґден Руд, щоб продовжити розвиток теорії кольорів під впливом музичних гармоній.  Потім з 1911 по 1913 рік вони обидва навчалися у канадського художника Персіваля Тюдора-Гарта, чия теорія кольору пов’язувала якості кольору з якостями музики, такими як тон до відтінку та інтенсивність до насиченості .  Також на Макдональда-Райта та Рассела вплинули імпресіоністи, Сезанн і Матісс з їхнім наголосом на кольорі над малюнком.  Окрім кубістів та імпресіоністів, Макдональд-Райт і Рассел також надихалися такими художниками, як Еміль Бернар, який був клуазоністом, і синтетист Поль Ґоґен за їхні унікальні дослідження властивостей і ефектів кольору.  Рассел ввів термін «синхронізм» у 1912 році, намагаючись передати зв’язок живопису та музики.
Перша картина синхроністів, «Синхронія в зеленому» Рассела, була виставлена на паризькому Салоні Незалежних у 1913 році. Пізніше того ж року в Мюнхені відбулася перша виставка Synchromist Макдональда-Райта та Рассела.  У жовтні 1913 року відбулися виставки в Парижі та в березні 1914 року в Нью-Йоркові. Макдональд-Райт повернувся до Сполучених Штатів у 1914 році, але вони з Расселом продовжували окремо малювати абстрактні синхрони.  Синхронізм залишався впливовим серед художників аж до 1920-х років, хоча його суто абстрактний період був відносно коротким.  Багато синхронів кінця 1910-х і 1920-х років містять репрезентативні елементи. Однак жодного разу Макдональд-Райт чи Рассел не досягли того рівня критичного чи комерційного успіху, на який вони сподівалися, представивши синхронізм у Сполучених Штатах. Лише після смерті Рассела та наприкінці життя Макдональда-Райта їх надзвичайно оригінальним досягненням було приділено велику увагу музеїв і науковців. Інші американські художники, які експериментували з синхронізмом, включають Томаса Гарта Бентона (1889–1975), Ендрю Дасбурґа (1887–1979), Патріка Генрі Брюса (1880–1936) та Альберта Генрі Кребіля (1873–1945). 
Найперша розширена дискусія про синхронізм з’явилася в книзі «Сучасний живопис: його схильність і значення» (1915) Вілларда Гантінґтона Райта. Райт був літературним редактором і мистецтвознавцем, а також братом Стентона Макдональда-Райта, і Стентон був таємним співавтором книги. Він оглядав основні течії сучасного мистецтва від Мане до кубізму, хвалив творчість Сезанна (у той час відносно невідомий у Сполучених Штатах), принижував «менших модерністів», таких як Кандинський і футуристів (і, звичайно, орфістів), і передбачив прийдешню епоху, коли кольорова абстракція витіснить образотворче мистецтво. Синхронізм представлений у книзі як кульмінаційна точка в еволюції модернізму. Віллард Гантінґтон Райт ніколи не визнавав, що писав про творчість свого брата. 
Три інші розширені трактування синхронізму можна знайти в каталозі Ґейл Левін, який супроводжував велику пересувну виставку, організовану Музеєм американського мистецтва Вітні в 1978 році, «Синхронізм і американська кольорова абстракція», 1910–1925, у каталозі Мерилін Кушнер для Морґана Рассела 1990 року ретроспектива в музеї Монклера, а також у «Колір, міф і музика: Стентон Макдональд-Райт і синхронізм» Вілла Саута, каталог-біографія, опублікована разом із виставкою творчості художника в трьох музеях у 2001 році. Левін і Саут є двома істориками мистецтва, найбільш відповідальними за привернення уваги науковців і громадськості до синхронізму, течії, яка часто займала другорядне місце в підручниках з історії мистецтва двадцятого століття.